# یاماها ایکس‌مکس
یاماها ایکس‌مکس (به انگلیسی: Yamaha XMAX) مجموعه‌ای از موتوسیکلت‌های اسکوتر بزرگ ژاپنی است که توسط شرکت یاماها موتور از سال ۲۰۰۶ تولید می‌شود.
این موتورسیکلت در چهار انجین (۱۲۵، ۲۵۰، ۳۰۰ و ۴۰۰ سی‌سی) موجود است و از موفقیت تجاری قوی در اروپا برخوردار است. به دلیل خطوط، اسپرت بودن و راحتی آن در رده جی‌تی قرار دارد. در سال ۲۰۱۰، یاماها یک مدل اصلاح شده و اصلاح شده برای تصویب استاندارد آلایندگی اروپا یورو ۳ به بازار عرضه کرد. در سال ۲۰۱۷، یاماها مدل ۳۰۰ مطابق با استانداردهای یورو ۴ را به بازار عرضه کرد، مدل ۱۲۵ در سال ۲۰۲۱ با استانداردهای یورو ۵ مطابقت داشت.

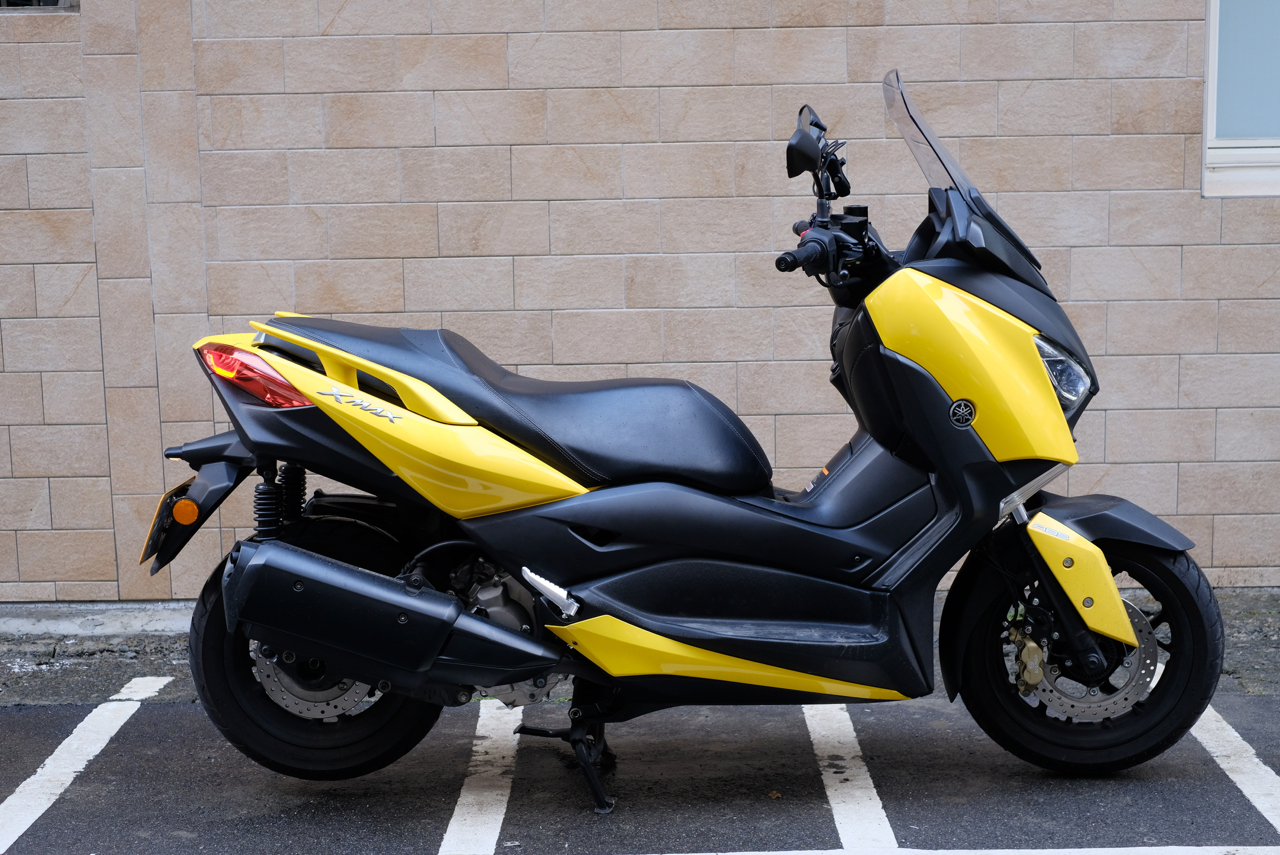
یاماها ایکس‌مکس ۳۰۰ مدل ۲۰۱۷

در سال ۲۰۱۷، یاماها ایکس‌مکس را با استایل کلی متفاوت، در کنار معرفی ترمز ضد قفل و سیستم کنترل کشش، اصلاح کرد. در آینده، مدل ۱۲۵ سی‌سی تا ۳۰۰ سی‌سی در اندونزی برای بازارهای محلی و صادراتی به عنوان مدل اسکوتر جهانی یاماها مونتاژ می‌شد، در حالی که نوع ۴۰۰ سی‌سی فقط در فرانسه فقط برای بازارهای اروپایی مونتاژ می‌شد. از این نسل، مونتاژ مدل ۱۲۵ سی‌سی از فرانسه به اندونزی فقط برای صادرات، به ویژه برای دارندگان گواهینامه رانندگی A1 در اروپا منتقل شد.